# Karen Elson
Karen Elson (Oldham, 14 de enero de 1979) es una supermodelo, cantante y guitarrista inglesa.

## Carrera como modelo
Su carrera como modelo comenzó en 1995, año en el que fue descubierta por un cazatalentos. Un año más tarde ya era portada en la revista francesa Vogue.
En 1997 despega su carrera como supermodelo internacional, siendo portada de algunas de las revistas más prestigiosas y trabajando con destacados fotógrafos del sector como Steven Meisel, Bruce Weber, Craig McDean o Mario Testino.
También desfiló en las pasarelas más famosas del mundo como Nueva York, Londres, Milán y París. Durante su carrera ha desfilado para los modistos más importantes a nivel internacional como Marc Jacobs, Gianfranco Ferrè, Chanel, Dolce & Gabbana, Balenciaga, Missoni, Gucci, Fendi, Alexander McQueen, Versace, Moschino, Dries Van Noten, Bottega Veneta, Zac Posen, Valentino, Hermès, Vivienne Westwood, Paul Smith, Calvin Klein, Donna Karan, Óscar de la Renta, Carolina Herrera, John Galliano, Christian Dior, Balmain, Chloé, Salvatore Ferragamo y Lanvin.
También ha participado en campañas publicitarias de Yves Saint Laurent, Jean Paul Gaultier, Louis Vuitton, Prada, Giorgio Armani, Versace, Dior, Gucci, Escada, Christian Lacroix, Perry Ellis, Clinique, Guerlain, Burberry, Chanel, Celine, Roberto Cavalli, Tiffany, Tom Ford y Dsquared2. Se le recuerda especialmente por ser la cara del perfume "Classique" de Jean Paul Gaultier.
En 1998 ganó el VH1 fashion award y Karl Lagerfeld afirmó que se trataba de la "belleza del milenio". En 2005 venció en el British Fashion Award como mejor modelo del año.

## Otras actividades
Karen Elson trabajó en 2003 como corista junto a Robert Plant, con quien ha grabó algunos duetos en 2004, pero nunca fueron publicados. En 2005 su sencillo Coming Down fue publicado como anexo de la revista Uncut. En 2006 grabó un cover de Je t'aime moi non plus junto con Cat Power, en un CD homenaje a Serge Gainsbourg.
También participó en el video musical de «Blue Orchid» de The White Stripes, así como en algunas películas dedicadas al mundo de la moda como Tom Ford Is Missing, War Opera y en series como More Beautiful Women y 48 Girls..[cita requerida]
En 2007 hizo un dueto con Melissa Auf Der Maur en el Chelsea Hotel en New York, fue filmado por Craig McDean, cantando Devil's Plaything un cover de la banda Danzig.[cita requerida]
En 2008 abrió una boutique vintage en Nashville, Tennessee (Estados Unidos).

## Vida privada
Elson siempre fue defensora de que la industria de la moda podría perjudicar a las jóvenes, debido a los ideales físicos, a la vez que admitió que ella misma sufría de trastornos alimentarios desde que tenía siete años.
En 2005 contrajo matrimonio con Jack White del grupo The White Stripes, con quien ha tenido dos hijos, Scarlett Teresa (2006) y Henry Lee (2007). Se divorciaron en 2013.